# Microfauna

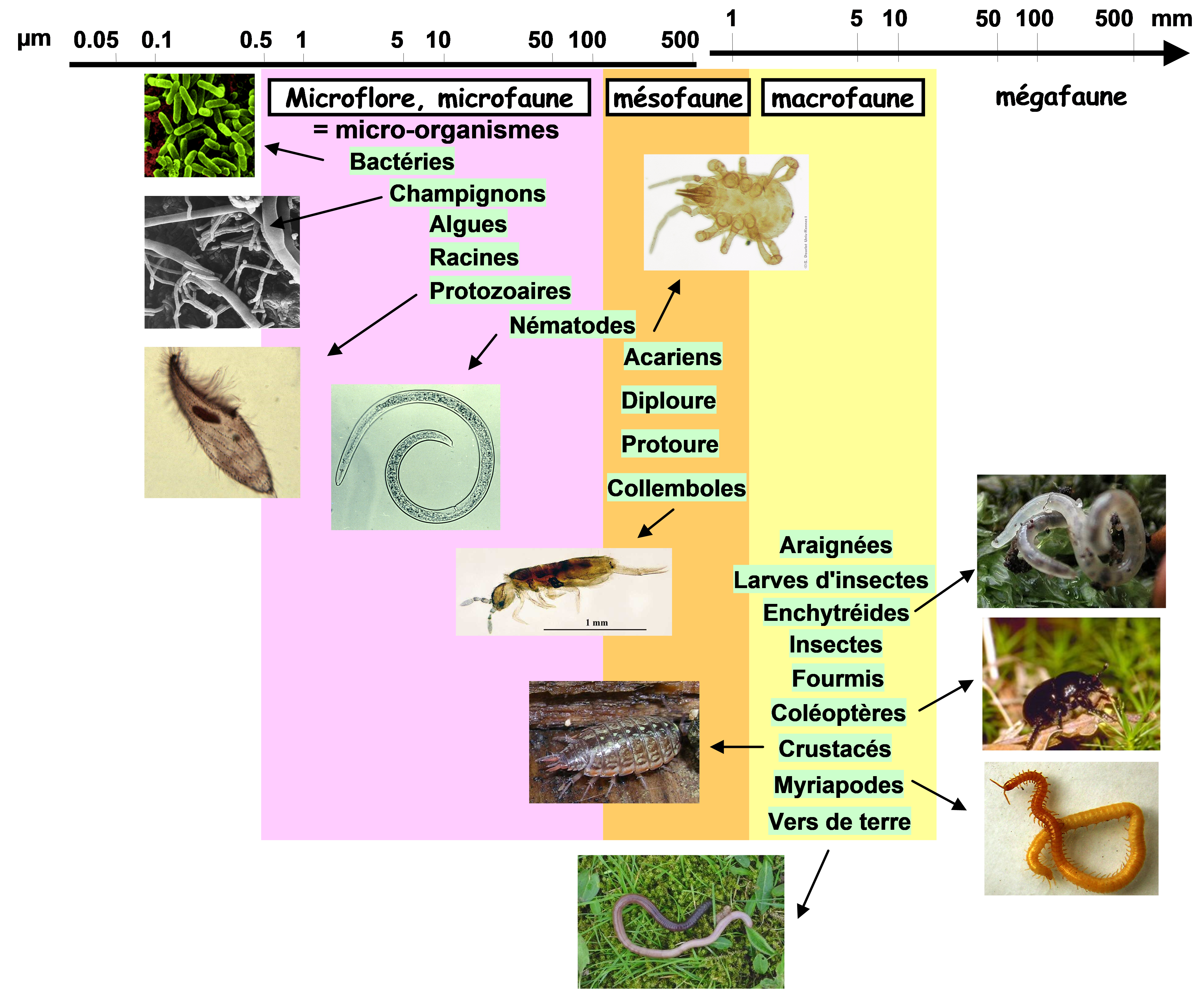
Organismos do solo

Em ecologia, chama-se microfauna ou microbentos ao conjunto de organismos microscópicos, na sua maioria protistas, que se encontram em vários ecossistemas, como o solo e os sedimentos marinhos ou dos lagos. Distingue-se da meiofauna ou mesofauna, constituída por pequenos animais, principalmente pelo tamanho dos constituintes.
Por vezes, usa-se este termo para referir as bactérias existentes num ecossistema, embora se devam para estes organismos utilizar os termos microbiota ou microflora.
A microfauna do solo e da serapilheira contém, para além de protistas, pequenos animais das classes Nematoda, Rotifera, insetos, ácaros e outros. Estes organismos têm um importante papel nos ciclos biogeoquímicos, uma vez que se alimentam, em parte da matéria orgânica em decomposição, mas também das bactérias e fungos ali presentes, controlando a sua abundância.
Nos sedimentos marinhos e dos lagos, o microbentos é constituído principalmente por protistas, alguns dos quais autotróficos, como as diatomáceas, mas também por muitos seres heterotróficos, que têm um papel semelhante ao da microfauna do solo. A composição e abundância destes organismos pode ainda ajudar a verificar a existência de poluição no ecossistema.
Num sistema artifical, como as estações de tratamento de efluentes, também se desenvolve uma microfauna sem a qual o objetivo do sistema poderia não ser atingido. Os protistas que se encontram nestes sistemas são típicos de água doce altamente eutrofizada, ou seja, com excesso de matéria orgânica, entre os quais muitos ciliados e amebas.